# クロコサギ
クロコサギ（黒小鷺、Egretta ardesiaca）は、ペリカン目サギ科コサギ属に分類される鳥類。別名クロミノサギ（黒箕鷺）。

## 分布

クロコサギの分布図

アフリカ大陸のサハラ以南とマダガスカルの河川や湖沼、湿地帯に広く分布する。
アンゴラ、ウガンダ、エチオピア、エリトリア、ガーナ、カメルーン、ガンビア、ギニア、ギニアビサウ、ケニア、コートジボワール、コンゴ、ザンビア、シエラレオネ、ジブチ、ジンバブエ、スーダン、セネガル、ソマリア、タンザニア、チャド、トーゴ、ナイジェリア、ナミビア、ニジェール、ブルンジ、ベナン、ボツワナ、マダガスカル、マラウイ、マリ共和国、南アフリカ共和国、モザンビーク、モーリタニア、リベリアで確認されている。

## 形態
全長50cm。全身は黒い羽毛で覆われる。嘴や後肢も黒いが、趾は黄色い。後頭部には冠羽が生える。
幼鳥は、全身が黒褐色である。

## 生態

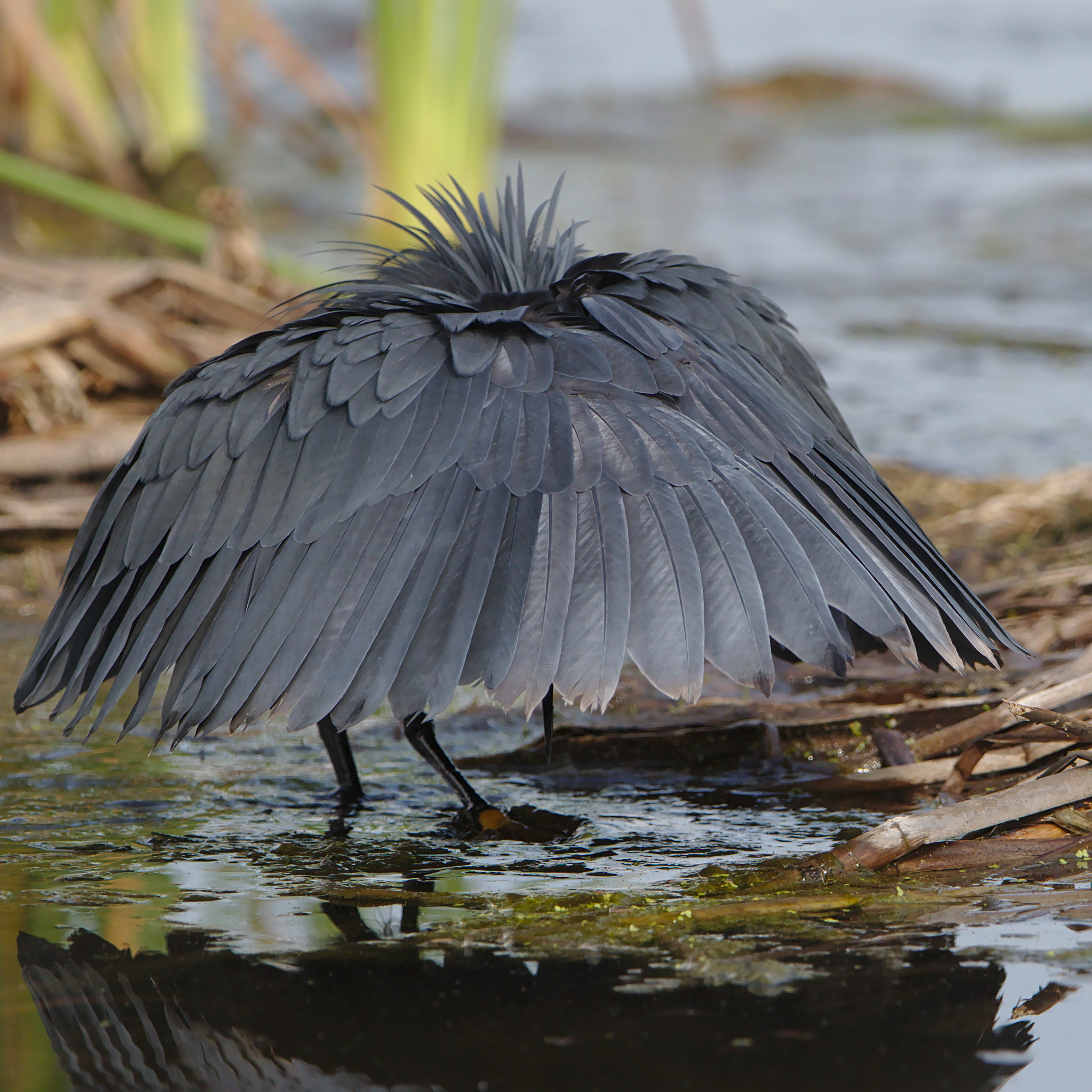
翼を傘様に広げているクロコサギ

河川、池沼、湿地等に生息する。群れで生活していることが多い。
食性は動物食で、魚類、カエル等を食べる。浅瀬で翼を傘の様に広げてその中に頭部を隠し、水中の獲物を捕食する。翼を傘様に広げる理由としては、翼を広げて影を作ることにより、物陰に隠れる習性のある獲物を集めるのに役立ったり、日光を遮ることで水面の反射を軽減させて水中の獲物を確認しやすくなる、水底からの反射光に下から照らされる水中物のシルエットを際立たせることで獲物を発見しやすくなる、等の理由が考えられている。他の動物に接近し、その動物から逃げた獲物が自分の作った影に隠れた所を捕食することもある。
昼行性だが、活動は朝夕の日光がさほど強くない時間帯に偏っており、太陽が高く登る時間帯には日陰で休息していることが多い。これは全身が黒色の羽毛に覆われているために直射日光による体温の上昇といった悪影響を受けやすく、それを避けているものと考えられている。

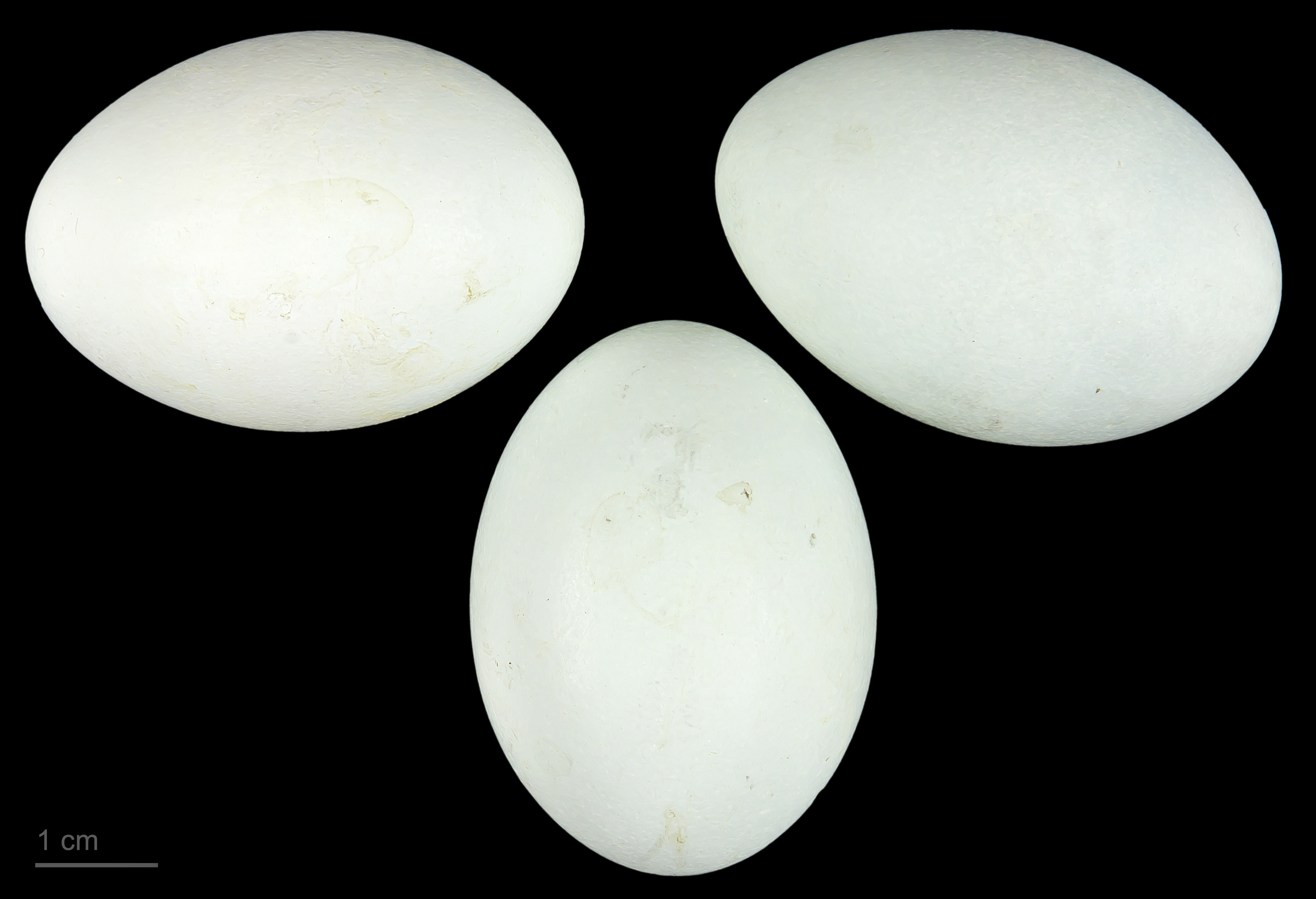
Egretta ardesiaca